# エレクトさわる
エレクトさわるは、日本の漫画家。男性。青森県出身。主に成人向け漫画を執筆。

## 経歴
『COMIC天魔』2005年9月号（茜新社）に収録された「淫欲の夕暮れ」で商業誌デビューする。
2016年には、ロサンゼルスで行われるアニメ・エキスポのゲストとして参加。
2020年に結婚したことを発表した。

## 作品リスト

### 単行本
成人向け
※はアダルトアニメ化された作品
- 『まぞ♥ちち』 2007年8月25日発売[5]、茜新社〈TENMA COMICS〉、ISBN 978-4-87182-938-0
- 『淫術の館』 2008年10月30日発売[6]、KTC〈アンリアルコミックス〉、ISBN 978-4-86032-648-7 ※
- 『せめ♥ちち』 2009年9月26日発売[7]、茜新社〈TENMA COMICS〉、ISBN 978-4-86349-098-7 ※
- 『PANDRA―白き欲望 黒の希望―』 2010年8月27日発売[8]、KTC〈アンリアルコミックス〉、ISBN 978-4-86032-648-7 ※
  - おっぱいマウスパッド付き限定版 2010年8月27日発売[9]、JAN 4560297220315
- 『PANDRA―白き欲望 黒の希望―Ⅱ』 2012年5月18日発売[10]、KTC〈アンリアルコミックス〉、ISBN 978-4-7992-0258-6 ※
  - 特装版 ドラマCD＆カラー小冊子付き 2011年12月24日発売[11]、ISBN 978-4-7992-0180-0
- 『おっぱインフィニティ∞！』 2012年12月28日発売[12]、茜新社〈TENMA COMICS〉、ISBN 978-4-86349-336-0 ※
- 『神曲のグリモワール―PANDRA saga 2nd story―』 2013年7月27日発売[13]、KTC〈アンリアルコミックス〉、ISBN 978-4-7992-0453-5 ※
  - お昼寝ランチョンマット付限定版 2013年7月27日発売[14]、JAN 4560297220506
- 『神曲のグリモワール―PANDRA saga 2nd story―Ⅱ』 2014年10月29日発売[15]、KTC〈アンリアルコミックス〉、ISBN 978-4-7992-0647-8 ※
- 『神曲のグリモワール―PANDRA saga 2nd story―Ⅲ』 2017年10月31日発売[16]、KTC〈アンリアルコミックス〉、ISBN 978-4-7992-1088-8
  - 小冊子付特装版 2016年2月27日発売[17]、ISBN 978-4-7992-0864-9
- 『雷光神姫アイギスマギア―PANDRA saga 3rd ignition―』 2017年10月31日発売[18]、KTC〈アンリアルコミックス〉、ISBN 978-4-7992-1089-5
  - おっぱいスマホケース付特装版 2017年10月27日発売[19]、JAN 4560297220964
- 『雷光神姫アイギスマギア―PANDRA saga 3rd ignition―Ⅱ』 2019年3月29日発売[20]、KTC〈アンリアルコミックス〉、ISBN 978-4-7992-1239-4
- 『雷光神姫アイギスマギア―PANDRA saga 3rd ignition―Ⅲ』 2020年10月29日発売[21]、KTC〈アンリアルコミックス〉、ISBN 978-4-7992-1421-3

### アンソロジー
- 『闘うヒロイン陵辱アンソロジー 闘姫陵辱11』[22] 2006年1月15日発売、KTC〈二次元ドリームコミックス〉、ISBN 4-86032-236-3
- 『爆乳幻想』[23] 2006年3月22日発売、KTC〈二次元ドリームコミックス〉、ISBN 4-86032-254-1
- 『けものっ娘アンソロジーコミックス』[24] 2006年7月29日発売、KTC〈二次元ドリームコミックス〉、ISBN 4-86032-294-0
- 『コミックアンリアル ザ・ベスト 催淫コレクション』 2018年7月28日発売[25]、KTC〈アンリアルコミックス〉、ISBN 978-4-7992-1166-3
- 『コミックアンリアル ザ・ベスト 穢された魔法少女コレクション』 2020年6月30日発売[26]、KTC〈アンリアルコミックス〉、ISBN 978-4-7992-1381-0

### イラスト
成人向け
- 『悪魔っ娘アンソロジーコミックス』[27] 2008年6月18日発売、KTC〈アンリアルコミックス〉、ISBN 978-4-86032-594-7
- 『別冊コミックアンリアル 異種姦マニアクスデジタル版Vol.1』[28] 2011年4月23日発売、電子書籍のみ
- 『別冊コミックアンリアル 異種姦マニアクスデジタル版Vol.3』[29] 2012年3月24日発売、電子書籍のみ
- 『別冊コミックアンリアル 寄生サレタ美少女ガ淫ラニカワルデジタル版Vol.1』[30] 2013年10月5日発売、KTC〈アンリアルコミックス〉、電子書籍のみ
- 『別冊コミックアンリアル Lilithコレクション 対魔忍アサギ 決戦アリーナ編デジタル版Vol.1』[31] 2014年12月20日発売、電子書籍のみ
- 『別冊コミックアンリアル 人間牧場編デジタル版Vol.8』[32] 2017年7月19日発売、電子書籍のみ

一般向け
- 『ロムニア帝国興亡記』 著：舞阪洸、富士見書房〈富士見ファンタジア文庫〉、全7巻
- 『大英雄が無職で何が悪い』 著：十文字青、オーバーラップ〈オーバーラップ文庫〉、既刊3巻
- 『堕落の王』 著：槻影、エンターブレイン〈ファミ通文庫〉、既刊2巻